# Ventimiglia
För andra betydelser, se Ventimiglia (olika betydelser).
Ventimiglia är en stad och kommun  i provinsen Imperia i regionen  Ligurien i norra Italien, nära gränsen till Frankrike. Kommunen hade 24 087 invånare (2018) och gränsar till kommunerna Airole, Camporosso, Dolceacqua, Olivetta San Michele och Frankrike.